# Ginetto Ruzzetta
Ginetto Ruzzetta (Macomer, 12 aprile 1934 – Sassari, 1º aprile 2012) è stato un cantautore e poeta italiano e fondatore della canzone sassarese.
Aveva trascorso l'infanzia nel centro storico di Sassari, il padre Mario era un armiere e manutentore di macchine da cucire Singer e la madre una maestra delle scuole elementari. Da bambino aveva affittato una chitarra, che pagava con gli spiccioli guadagnati facendo lu pizzinnu d'andera, cioè sbrigando piccole commissioni.
All'età di 15 anni era emigrato a Genova dove conosce un direttore d'orchestra che l'aveva voluto con sé e ne aveva fatto un musicista, sempre in quegli anni aveva conosciuto Lucio Dalla. Qualche anno dopo si trasferisce a Roma, dove viene soprannominato "il piccolo Modugno", e si esibisce nei locali. Nel 1974 ritorna a Sassari in occasione della Faradda di li candareri, la festa più importante del capoluogo turritano, e decide di stabilirsi definitivamente nella sua città natale.
Lo stesso anno incise per la GR in singolo Mashtrantoni/Li Candareri, la canzone Li Candareri che può essere considerato il brano che diede inizio alla canzone popolare sassarese.

## Discografia parziale

### 45 giri
- 1974, Mashtrantoni/Li Candareri
- L'Althru Isthiu / Chiétu Chiétu

### LP
- Sassari a modo mio
- 2006, Sassari mea, Zentenoa
- Sassari oggi e allora